# Richmond Rhythm
Richmond Rhythm was een Amerikaanse basketbalclub uit Richmond die actief was van 1999 tot 2001 in de International Basketball League.

## Geschiedenis
De Richmond Rhythm werden opgericht in 1999 met Ralph Sampson als algemeen manager, in eerste instantie zou de club de United States Basketball League vervoegen maar kwam uiteindelijk uit in de International Basketball League. Als coach werd er gekozen voor Allan Bristow en assistenten Chico Averbuck en Michael Adams. De Rhythm haalde de play-offs en bereikte de finales waarin ze verloren van de St. Louis Swarm. Bristow gaf al zijn ontslag na een paar wedstrijden en zijn taak werd overgenomen door manager Ralph Sampson.
In het tweede seizoen werd Dudley Bradley aangesteld als coach, in hun tweede seizoen had de club minder succes en werd Bradley ontslagen en opgevolgd door Don Petties. De club haalde de play-offs niet en stopte met bestaan net zoals de competitie aan het einde van het seizoen 2000/01.

## Resultaten
| Seizoen | Winst | Verlies | Play-offs | Coach                       |
| ------- | ----- | ------- | --------- | --------------------------- |
| 1999/00 | 23    | 41      | Finale    | Allan Bristow Ralph Sampson |
| 2000/01 | 10    | 41      | –         | Dudley Bradley Don Petties  |